# Wild for the Night
Wild for the Night è un singolo del rapper statunitense ASAP Rocky, pubblicato il 26 marzo 2013 come terzo estratto dall'album di debutto Long. Live. ASAP. Il brano vede la partecipazione di Skrillex e dei Birdy Nam Nam. Il singolo ha raggiunto la posizione numero 80 nella Billboard Hot 100.

## Video musicale
Il videoclip, girato in Repubblica Dominicana, è stato pubblicato il 25 marzo 2013 e vede come protagonisti ASAP Rocky e Skrillex, con un cameo della ASAP Mob.